# Alma (cantante 1996)
Alma-Sofia Miettinen, conosciuta semplicemente come Alma (Kuopio, 17 gennaio 1996), è una cantante finlandese.

## Biografia
Alma ha esordito all'interno del panorama musicale nel 2013 con la partecipazione alla settima edizione del talent show finlandese Idols, dove si è piazzata quinta. Durante il programma ha conosciuto la rapper Sini Sabotage, con la quale ha registrato il brano Muuta ku mä, incluso nell'EP Lue mun huulilta del 2015.
Alma ha firmato un contratto discografico con la PME Records a livello finlandese nel 2014 e con la Universal Music Group a livello mondiale nel maggio del 2016. Il singolo di debutto, Karma, è stato pubblicato il mese successivo e ha raggiunto il quinto posto della classifica in Finlandia. Ha seguito a breve Bonfire, la collaborazione con il DJ tedesco Felix Jaehn, che in Germania è arrivata terza in classifica e ha venduto più di 600 000 unità, venendo certificata triplo disco d'oro. A fine 2016 è uscito il secondo singolo da solista di Alma, Dye My Hair, che è entrato in classifica in Finlandia, Germania, Austria e Danimarca. Karma e Dye My Hair, oltre al brano inedito Knock, sono inclusi nell'EP Dye My Hair, messo in commercio ad ottobre 2016.
Il terzo singolo solista, Chasing Highs, viene pubblicato per la prima volta a marzo 2017. Quest'ultimo regala la fama alla cantante anche nel Regno Unito, Paese nel quale il brano viene premiato con la certificazione di disco di platino dopo essersi collocato al 18º posto.
Agli Emma gaala del 2017, i premi musicali annuali organizzati dalla Musiikkituottajat, Alma è stata nominata in 5 categorie: migliore artista esordiente, miglior brano, migliore artista pop, video musicale dell'anno e artista dell'anno. È riuscita a portare a casa il premio di migliore artista esordiente, venendo inoltre insignita del premio speciale come migliore esportazione musicale dell'anno. Nello stesso anno le vengono assegnati due MTV Europe Music Awards, di cui uno al miglior artista finlandese.
Il primo album in studio Have U Seen Her?, trainato dagli estratti Bad News Baby e LA Money, è stato messo in commercio nel maggio 2020 e ha esordito in vetta alla Suomen virallinen lista. Il 21 aprile 2023 è avvenuta la pubblicazione del suo secondo album in studio Time Machine, il quale è stato preceduto vari singoli nel corso del 2022 e 2023.

## Discografia

### Album in studio
- 2020 – Have U Seen Her?
- 2023 – Time Machine

### EP
- 2016 – Dye My Hair

### Mixtape
- 2018 – Heavy Rules

### Singoli
- 2016 – Karma
- 2016 – Dye My Hair
- 2017 – Chasing Highs
- 2017 – Phases (con French Montana)
- 2018 – Cowboy
- 2019 – When I Die
- 2019 – Bad News Baby
- 2020 – LA Money
- 2022 – Everything Beautiful
- 2022 – I Forgive Me
- 2022 – Summer Really Hurt Us
- 2023 – Hey Mom Hey Dad
- 2023 – Tell Mama
- 2024 – Fake Friends (con Slowboy e Digital Farm Animals)
- 2024 – Life Must Be Beautiful
- 2024 – Sprit & blondiner (con Silvana Imam)

### Collaborazioni
- 2016 – Bonfire (Felix Jaehn feat. Alma)
- 2017 – All Stars (Martin Solveig feat. Alma)
- 2018 – Bitches (Tove Lo feat. Charli XCX, Icona Pop, Elliphant & Alma)
- 2019 – Bad as the Boys (Tove Lo feat. Alma)
- 2020 – Home Sweet Home (Sam Feldt feat. Alma & Digital Farm Animals)